# Math Blaster: Episode 1
Math Blaster: Episode 1 est un jeu vidéo ludo-éducatif sorti en 1994 et fonctionne sur Mega Drive, DOS et Super Nintendo. Le jeu a été développé par Western Technologies et édité par Davidson and Associates.